# Friedrich Eberhard Rambach (Theologe)

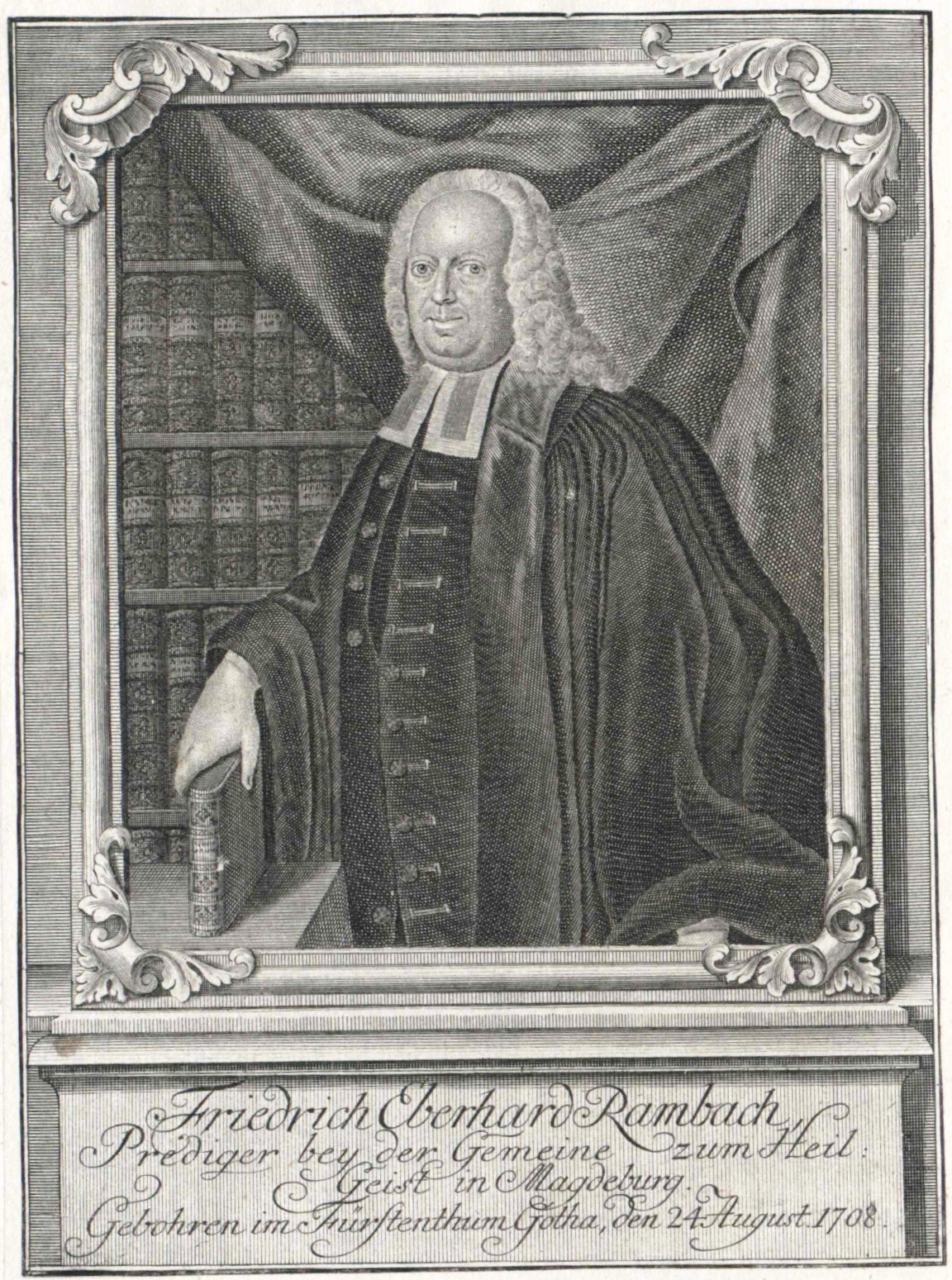
Friedrich Eberhard Rambach (vor 1756)

Friedrich Eberhard Rambach (* 24. August 1708 in Pfullendorf; † 16. August 1775 in Breslau) war ein deutscher evangelischer Theologe.

## Leben
Friedrich Eberhard Rambach war ein Sohn des Pastors Georg Heinrich Rambach (1670–1731). 1721 ging er an das Gymnasium in Gotha und 1727 an die Universität Halle zum Studium der Theologie. 1730 wurde er Lehrer am Pädagogium, 1734 Adjunkt des Diakons von Könnern. 1736 hielt er eine Probepredigt vor dem preußischen König Friedrich Wilhelm I. und bekam von diesem daraufhin eine Anstellung in Teupitz. 1740 wurde Rambach als Diakon an die Marktkirche in Halle und 1745 an die Heiliggeistkirche in Magdeburg. Hier wurde er 1750 Pastor, ein Jahr später Oberdomprediger und Konsistorialrat. 1756 ging er zurück nach Halle als Pastor an der Marktkirche und Superintendent im ersten Saalekreis. Im November 1766 wurde er in Breslau Nachfolger von Johann Friedrich Burg (1689–1766) als Oberpfarrer an der Elisabethkirche, Oberkonsistorialrat und Inspektor der lutherischen Kirchen im Fürstentum Breslau. Im Februar 1772 traf Rambach auf der Kanzel ein Schlaganfall, von dem er sich jedoch noch einmal erholte. Nachdem ihn Ende 1773 ein weiterer Schlaganfall traf, wartete er täglich auf sein Ende.
Rambach war vielfach als Übersetzer bzw. Leiter von Übersetzungskollektiven tätig, vor allem aus dem Englischen. Er übertrug Werke der Theologen Thomas Stackhouse und Philip Doddridge sowie des Religionshistorikers Archibald Bower ins Deutsche.
Der Theologe Johann Jakob Rambach war sein Sohn. Dessen Sohn Friedrich Eberhard war Philologe.